# Китайска плюеща кобра
Китайската плюеща кобра (Naja atra) е вид змия от семейство Аспидови (Elapidae). Видът е уязвим и сериозно застрашен от изчезване.

## Разпространение и местообитание
Разпространен е във Виетнам, Китай (Анхуей, Гуандун, Гуанси, Гуейджоу, Джъдзян, Дзянси, Фудзиен, Хайнан, Хубей, Хунан и Чунцин), Лаос, Макао, Провинции в КНР, Тайван и Хонконг.
Обитава гористи местности, поляни, ливади и храсталаци.

## Описание
Продължителността им на живот е около 11,7 години.